# Robert Huber
Robert Huber (Múnich, Alemania 20 de febrero de 1937) es un químico, bioquímico y profesor universitario alemán y ganador del Premio Nobel de Química de 1988.

## Biografía
Nació el 20 de febrero de 1937 en Múnich donde su padre, Sebastian, fue un cajero de banco. Fue educado en el Humanistische Karls-Gymnasium desde 1947 hasta 1956 y luego estudió química en la Universidad Técnica de Múnich, recibiendo su licenciatura en 1960.
Posteriormente amplió sus estudios realizando el doctorado en bioquímica en el mismo centro en 1972. Aquel mismo año fue nombrado director de la Sección Bioquímica del Instituto Max Planck de la ciudad de Martinsried, donde su equipo desarrolló métodos para la cristalografía de proteínas. Entre 1976 y 1987 fue profesor de bioquímica en la Universidad Técnica de Múnich.
Está casado y tiene cuatro hijos.

## Investigaciones científicas
En 1988 recibió el Premio Nobel junto con Johann Deisenhofer y Hartmut Michel. El trío fue reconocido por cristalizar, por vez primera, una proteína importante para la fotosíntesis de las cianobacterias y por determinar la estructura de dicha proteína mediante cristalografía de rayos X. Este descubrimiento fue muy importante para entender el proceso de la fotosíntesis, la cual es capaz de convertir la energía lumínica en energía química.
Mediante el uso de métodos cristalográficos a través de rayos X determinaron la posición exacta de los más de 10 000 átomos que componen el complejo de esta proteína, consiguiendo crear así su imagen tridimensional. Su investigación aumentó la comprensión general de los mecanismos de la fotosíntesis y reveló parecidos entre los procesos fotosintéticos de las plantas y las bacterias.
| Predecesor: Donald J. Cram Jean-Marie Lehn Charles J. Pedersen | Premio Nobel de Química 1988 | Sucesor: Sidney Altman Thomas R. Cech |

- Datos: Q76623
- Multimedia: Robert Huber / Q76623